# Джо Міллер (персонаж Експансії)
Джозеф «Джо» Алоїзус Міллер Томас Джейн. — загартований, втомлений світом детектив з Церери, який працював на «Star Helix Security». Він закохався в оперативника OPA Джулі Мао після того, як йому доручили справу про її зникнення. Він зіграв важливу роль у порятунку Землі від Протомолекули після того, як вона захопить контроль над Еросом.

## Створення персонажа та розвиток
У Міллера «сумне обличчя басет-гаунда», і його рідко бачили без капелюха. Має зріст два метри. Працьовитий, самотній і трохи зловживає алкоголем, він з усіх сил намагався жити. Він знав, що система займалася фальсифікаціями, і завжди була такою — Джо просто хотів пристойну частину. Він брав гроші, коли міг, і арештовував, коли було потрібно. Керівництво та однолітки сприймали його як невмотивованого, і йому зазвичай доручали найменш важливі обов'язки, а також будь-які «глухі» безрезультатні справи.
Міллер — белтер, народжений на Церері, де він жив у квартирі на восьмому рівні. На поверхні він був лише чотири рази в своєму житті. Колись він жив з Кендіс; вони були розлучені близько двох з половиною років до початку подій. Багато років тому він був методистом, останнім часом переважно пиячив.
Перший раз Міллер убив, коли працював охоронцем на третьому курсі. Йому було 22 роки, він щойно одружився і мріяв про дітей. В нелегальному ресторані зловмисник вийшов з ніші з пістолетом в одній руці, а іншою тягнув жінку за волосся. Партнер Міллера викрикнув попередження. Злочинець обернувся, розмахуючи пістолетом. Пістолет Джо вистрелив; стрілець кинув жінку й закричав. Виявилося, принаймні для Міллера це було не так вже й складно.
Багато років тому Міллер і Сематімба з Еросу координували особливо неприємну справу. Контрабандист із вантажем «дизайнерських наркотиків» порвав із постачальником. Троє людей на Церері потрапили під перехресний вогонь, і контрабандист вирушив до Ероса. Замкнутість відповідних сил безпеки станцій майже надали можливість злочинцю вислизнути. Лише Міллер і Сематімба були готові координувати роботу поза корпоративними каналами.
На момент інциденту з Еросом Міллеру було 49 років, і він майже тридцять років працював детективом у охоронній фірмі станції «Ceres, Star Helix Security». Він досить цинічний детектив з чорним почуттям гумору. Але під час пошуків Джулі Мао із ним щось трапляється; він позитивно реагує на особистість, про яку дізнається. Міллеру байдуже, що про це думають люди; він сповнений рішучості знайти Джулі.
Сирота, народився і виріс на станції Церера в поясі астероїдів, Міллер і його товариш Сематімба перебували в середовищі дрібних злочинів, щоб просто вижити. Коли вони стали дорослими, то обидва стали копами. Вибір працювати на «Star Helix» означав працювати на Землю — гнобителів белтерів, як і він сам — але принаймні це поставило його на бік переможців. Основним завданням Міллера на станції «Ceres» було дослідження місцевої організованої злочинності.
Коли Аріадна та Жуль-П'єр Мао хотіли знайти відчужену Джулі Мао, яка востаннє жила на станції Церера, вони звернулися до «Star Helix Security» — де Жуль-П'єр володів акціями. Капітан Шаддід з «Зоряної спіралі» дав Міллеру завдання відстежити Джулі та відправити її додому до Місяця — без заповнення протоколу.
Його друга і партнера Сематімбу вигнали з поліції і він подарував Міллеру свій фірмовий капелюх — щоб «не втрачати голову». Роль поліцейського, який обслуговує земну корпорацію, часто суперечить жителям Белтера, які вважають його зрадником свого народу.
Міллер все життя був свідком жахливих речей, які люди робили одне одному через жадібність, гнів і відчай. Багато років тому він припинив спроби зупинити хвилю людської розбещеності й змирився з тим, щоб виживати, як може. Міллер носить капелюха всупереч настроям проти Землі, висловленим багатьма його колегами-белтерами.
Його особистість розвивається, коли він розслідує справу про зниклу спадкоємицю, доки не заглиблюється надто глибоко й не розкриває конфіденційну інформацію, після чого Джо звільняють. Знайшовши мету, він не кидає справу. Його відданість пошукам Джулі Мао стає ще більш натхненною, коли Джо дізнається її остаточну долю та інших жертв експерименту. Домагаючись справедливості для жертв, Міллер був убитий, коли Ерос зіткнувся з Венерою.
Як член «Star Helix Security» на Церері, він носить гаманець із значком. У нього також є ручний термінал та програмне забезпечення, яке дозволяє йому скасовувати більшість блокувань на Церері та перетворювати свій голос на будь-кого іншого, якщо запис уже доступний. Він також носив шпильку «Star Helix», яка ідентифікувала його як поліцейського.
Після його втечі від викрадення та тортур Андерсоном Доусом він виявляє, що, незважаючи на пошук Доусом його капелюха, у ньому все ще є куб даних із квартири Джулі Мао, захований у внутрішній смузі. Розслідуючи справу Джулі Мао, Міллер переглядав приватне листування в її порожній квартирі. Він виявив, що її батьки, імовірно, знали про майбутні військові дії в Белті ще до того, як це сталося. Хоча капітан Шаддід сказав йому ігнорувати дані, Міллеру це здалося підозрілим. Він також знайшов докази того, що Джулі приєдналася до OPA. Коли виникає інший непов'язаний випадок, здавалося — причетність OPA до захоплення бізнесу зниклих злочинних синдикатів, Міллер поговорив з Андерсоном Доузом, який стверджував, що астероїдян не було залучено до злочинних переслідувань.
Джулі була в місії OPA на «Скопулі», кораблі, який використовувався як приманка для «Кентербері», коли він був знищений. Міллер був ще більше заінтригований, але Доуз сказав йому не розглядати справу. Шаддід також сказав припинити справу, коли він зіткнувся з нею із новими слідами. Коли Джо проігнорував це, його капітан і Доус разом зробили догану, виявивши, що OPA і Шаддід були в угоді. Після зустрічі його нова партнерка Октавія Мусс сказала Міллеру, що він був жартом станції, і йому дали справу Мао, щоб він був зайнятий. Міллер почав пити сильніше.
Коли марсіанський корабель «Донаджер» було знищено, Організація Об'єднаних Націй відійшла від управління Церерою, вважаючи, що винуватцем був Пояс. Шаддід, яка тепер відповідала за збереження миру, поки місцева влада передала свої повноваження OPA, відчула, що не може довіряти Міллеру, і звільнила його. Проте Доуз оприлюднив той факт, що Голден був на «Донаджері» і вижив. Перш ніж Міллер втратив свої коди доступу, він зумів запитати журнали стикування кораблів, які, ймовірно, могли вислизнути від «Донаджера», шукаючи корабель, який вивіз Голдена.
Фред Джонсон запросив Голдена та його екіпаж «Росінанта» в безпечну штаб-квартиру OPA на станції «Тіхо». Перебуваючи там, Джонсон отримав сигнал лиха від Ероса, який надійшов від члена екіпажу «Скопулі». «Росінант» був замаскований під газовий вантажний корабель і відправлений на Ерос для розслідування. За допомогою свого колишнього партнера Гейвлока Міллер відстежив корабель там і, все ще збираючись знайти Джулі, витратив частину останніх грошей, щоб доставити транзитний пором Белта до Еросу.
Міллер прибув на «Ерос» раніше за Голдена та його екіпаж і пішов до бунгало, звідки був надісланий сигнал лиха. Там ескадрон смерті влаштував засідку на Голдена, але за допомогою Міллера вони відбили їх. Завдяки Сематімбі Міллеру та команді «Росінанта» вдалося уникнути потрапляння до в'язниці. Разом вони знайшли мутований організм Джулі Мао, яка записала місцезнаходження астероїда, де був корабель, який привернув «Скопулі». Тим часом ядерний вибух на Еросі призвів до блокування станції. Нові сили безпеки, які незадовго до цього захопили Ерос у «Протогена», почали направляти населення до радіаційних сховищ. Міллер упізнав одного з офіцерів служби безпеки як колишнього злочинця на Церері, і зробив висновок, що вони мали при собі спорядження, викрадене з «Star Helix».
Міллер і Голден вирішили розібратися в ситуації, поки решта членів екіпажу сховалися. Змусивши офіцера служби безпеки відкрити одне з уже заповнених радіаційних укриттів, вони виявили, що всі біженці були отруєні газом і втратили свідомість. І що всередині була сильна радіація, але не раніше, ніж вони обидва отримали велику дозу опромінення. Залишились лічені години життя, їм вдалося пробитися крізь сили безпеки та заражених людей із радіаційних сховищ, і втекти до «Росінанта». Через променеву хворобу, вогнепальне поранення та зламану руку Міллер ледве вижив, лежачи в лікарні з Голденом кілька днів, поки «Росінант» подорожував до місця астероїда, яке записала Джулі.
По дорозі екіпаж виявив, що дані, які вони принесли з «Донаджера», свідчать про причетність земних кораблів до його знищення. Голден негайно оприлюднив дані для громадськості, як він зробив з інформацією про знищення «Кентербері». Це призвело до розбіжностей між Голденом і Міллером: перший вважав, що інформація має бути безкоштовною, щоб громадськість могла робити власні висновки. Тоді як Міллер вважав, що громадськість обов'язково прийде до неправильних висновків і що детективна робота потрібна, аби не транслювати потенційно неправдиві та катастрофічні звинувачення.
Прибувши до астероїда BA-834024112, екіпаж «Росінанта» знайшов «Анубіс», корабель «Протогена». На борту корабля вони знайшли тіла екіпажу на пізній стадії протомолекулярної інфекції, відео Ентоні Дрездена, який пояснює плани «Протогена», і журнали спілкування. Повернувшись на «Росінант», Міллер приписує кораблі ООН, які знищили флот MCRN над Марсом, тим, що Голден оприлюднив інформацію про походження стелс-кораблів із Землі. Під час їхньої подорожі до «Тіхо» Наомі припускає, що протомолекула була недостатньо «розумною» і потребувала більше біомаси.
Прибувши до «Тіхо», Голден і Міллер зустрічаються з Фредом. Фред переглядає їхній звіт, і вони обговорюють, що єдиний спосіб зупинити «Протоген» — це знайти дослідницьку лабораторію та вбити їх. За допомогою свого колишнього партнера Гейвлока зсередини «Протогена», він використав журнали зв'язку, щоб знайти місцезнаходження секретної лабораторії «Protogen's Thoth Station». Міллер призначає ще одну зустріч із Голденом, Наомі та Фредом. Перш ніж Міллер передасть координати Тоту, він хоче переконатися, що Фред зможе побачити — місія виконана правильно. Після допитування Міллер дізнається, що Фред — це Фред Андерсон, «м'ясник зі станції Андерсон». Після вимоги залучити його до штурмової групи передає координати.
Міллер був частиною штурмової бригади OPA на «Гаї Молінарі» під час бою біля станції Тот. Міллер подружився із молодим солдатом OPA Діого, і з рештою штурмової групи може пробитися до операцій. Міллер зустрічає Дрездена і викликає Фреда на зустріч. Коли Фред і екіпаж «Росінанта» прибувають, Дрезден починає пояснювати протомолекулу та участь «Протогена». Зрештою Міллер наслухався Дрездена і стріляє йому в голову. Голден починає кричати на Міллера, тільки Фред не реагує. Міллер допомагає на етапі захоплення та контролю станції Тот завдяки своєму досвіду боротьби з натовпом.
Міллер повертається до «Тіхо» і залишається з Діого. Там він намагається розтягнути свої кошти якомога довше, навіть після того, як отримав гроші Фреда. На десятий день він йде в бар і зустрічає одного з друзів Діого. Він показує Міллеру відео з Еросом і те, що робить протомолекула. Міллер з'являється в каюті Голдена і пояснює, чому він застрелив Дрездена. Дрезден почав переконувати Міллера, і йому не можна було дозволити вирватися, оскільки він і «Протоген» були занадто могутніми. Голден каже, що не може довіряти Міллеру бути поруч з людьми, які йому не байдужі.
Потребуючи роботи, Міллер йде на співбесіду щодо посади охоронця в «Тіхо», але йому відмовляють через надмірну кваліфікацію. Він йде до Фреда Джонсона, який після довгих роздумів наймає його як незалежного консультанта з безпеки. Міллер радить врізати «Наву» в Ерос настільки сильно, щоб станцію викинуло на Сонце. Наступного дня Фред кличе Голдена та Наомі, де Міллер інформує про їхній план знищення Ероса. «Росінант» захищатиме Ерос, тоді як інженери приєднають п'ять вантажних кораблів, які вибухнуть на поверхні, щоб утримати від посадки, а «Наву» намагатиметься втримати курс на Сонце. Коли Голден і Рочі повертаються до бою, Фред вимагає передати зразок протомолекули, який він має. Голден відмовляється, і коли Фред наполягає на цьому, то дзвонить Амосу і каже — через годину йти стріляючи, вийти, якщо йому доведеться. За порадою Міллера Фред поступається.
Опинившись на Еросі, Міллер контролює прикріплення кораблів до станції. По тому Міллер попереджає Діого, що він залишиться на станції до кінця. Потім він йде до одного з кораблів, який перетворився на бомбу, і засинає, чекаючи на «Наву». Прокинувшись, він залишає корабель і стоїть на док-станції, чекаючи, щоб спостерігати за ударом «Наву». Поки він чекає, станція ухиляється від корабля, що наближається.
Після цього Голден зв'язується з ним. Тоді Міллер вирішує піти на станцію з бомбами та підірвати їх сам, знищивши все, що координує корабель. Амос і Наомі надсилають йому «вимикач мертвої людини» на випадок, якщо з ним щось трапиться. Перед тим, як увійти на станцію, він зв'язується з Голденом, який працював над тим, щоб його звільнити. Вони примиряються перед тим, як Міллер увійде в безодню.
Подорожуючи Еросом, Міллер розуміє — станція отримує інформацію звідкись, зокрема, про місцезнаходження Землі. Почувши розмову на станції про «Лезо Бритви», він розуміє — протомолекула використовує Джулі Мао. Потім він каже Голдену скасувати ядерну атаку ООН і що може домовитися з Джулі та переконати її не атакувати Землю. Голден відмовляється, але погоджується спробувати затримати їх достатньо довго, щоб Міллер успішно здійснив пошук Джулі.
Після 33 годин пошуків Міллер нарешті знаходить Джулі. Її тіло кардинально змінилося порівняно з протомолекулою, але обличчя залишилося відносно таким же, і вона все ще дихала. Міллер намагається її розбудити. Усвідомлюючи, що вони насправді ніколи не зустрічалися, Міллер представляється. Йому вдається переконати Джулі змінити курс на Венеру за пропозицією Голдена. Поки вони розмовляють, Міллер знімає свій костюм і віддається Джулі та протомолекулі, кажучи, що з ними все буде добре.
Після інциденту з Еросом елемент протомолекули, який прагне встановити з'єднання з мережею Кільця, створює інструмент штучного інтелекту, щоб дослідити, чому він не може з'єднатися. Це виглядає для Джима Голдена у формі Міллера як галюцинація, яку може бачити тільки він. Конструкція Міллер/Дослідник спілкується з Голденом через інертні кристали протомолекули, залишені гібридом Ганімеда на «Росінанті». Після інциденту в повільній зоні Детектив (колишній Міллер) може краще спілкуватися з Голденом, наполягаючи на дослідженні нещодавно знайдених сонячних систем у Кільцевій мережі, щоб дізнатися правду про те, що сталося з творцями протомолекул.
На Ілусі/Новій Террі, одному з багатьох придатних для життя світів, доступних через Кільцеву мережу, Детектив зрештою переконує Голдена піти досліджувати інопланетний комплекс, шукаючи «чарівну кулю», яка, очевидно, знищила його давно померлих господарів. Це є ділянка небуття, яка блокує зондування Детектива та робить створені протомолекуллю речі, які він кидає в нього, інертними або неживими. Виявляється, це сфера чорного кольору з гострим, випромінюючим краєм, який візуально не можливо помітити Міллеру та іншим автоматам протомолекули. І його можна відчути, лише будучи темною не-сутністю у величезній мережі вулика-розуму. За допомогою Елві Окойє, біолога із земної місії, направленої на Ілус, Детектив (він же Дослідник) зміг дослідити «кулю» та вимкнути планетарний захист, який з'явився в мережі із прибуттям колоністів та загрожував вбити кожну людину, яка прийшла на планету.
Після Ілуса Голден, тепер вільний від галюцинацій, але все ще неспокійний через наявність залишків протомолекули на своєму кораблі, вирішує знайти маленьку частину, залишену гібридом у вантажному відсіку «Росінанта». Поміщаючи решту протомолекули в зонд і запускаючи його на сонце Ілуса, він прощається з Міллером.